# Benton (Kansas)
Pour les articles homonymes, voir Benton.
Benton est une municipalité américaine située dans le comté de Butler au Kansas.
Lors du recensement de 2010, sa population est de 880 habitants. La municipalité s'étend alors sur une superficie de 1,39 mille carré (3,6 km2).
Le bureau de poste de Benton ouvre en juin 1872. La ville en elle-même est fondée en 1884 sur le tracé du Missouri Pacific Railroad,. Elle est nommée en l'honneur de Thomas Benton Murdock, membre de la législature du Kansas, et acquiert le statut de municipalité en 1908.